# Kellerton
Kellerton est une ville du comté de Ringgold, en Iowa, aux États-Unis. Elle est incorporée le 3 décembre 1881.

## Source de la traduction
- (en) Cet article est partiellement ou en totalité issu de l’article de Wikipédia en anglais intitulé « Kellerton, Iowa » (voir la liste des auteurs).